# 科巴基
48°19′33″N 25°14′5″E / 48.32583°N 25.23472°E
科巴基（烏克蘭語：Кобаки），是烏克蘭的村落，位於該國西部伊萬諾-弗蘭科夫斯克州，由科索夫區負責管轄，面積22.8平方公里，2001年人口2,734，人口密度每平方公里120.1人。